# Gaißach
Gaißach – miejscowość i gmina w Niemczech, w kraju związkowym Bawaria, w rejencji Górna Bawaria, w regionie Oberland, w powiecie Bad Tölz-Wolfratshausen. Leży około 3 km na południowy wschód od Bad Tölz, nad Izarą, przy drodze B13 i linii kolejowej Monachium – Lenggries.

## Dzielnice
Grundern, Kellern, Lehen, Lexen, Lus, Moosen, Mühle, Obergries, Oberreut, Obersteinbach, Pfistern, Puchen, Rain, Reuth, Schalchern, Taxern, Untergries, Untermberg, Unterreut, Untersteinbach, Wetzl i Wiedmoos

## Polityka
Wójtem gminy jest Nikolaus Trischberger, rada gminy składa się z 16 osób.
|      | CSU | CSU/FWG | FW | FGL | UBL | Razem |
| 2008 | -   | 7       | 4  | 2   | 3   | 16    |
| 2002 | 7   | -       | 3  | 1   | 3   | 14    |

## Przypisy

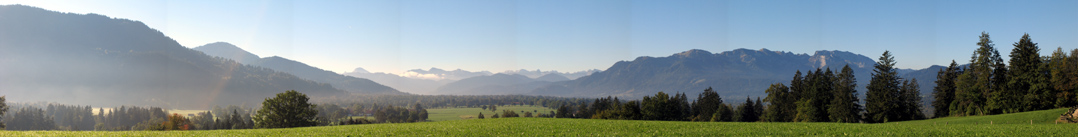
Widok z Gaißach w kierunku południowym